# Konsument (warenhuis)
De Zentrale Handelunternehmen 'Konsument' (ZU Konsument)  was een warenhuisketen die onderdeel was van het Verband der Konsumgenossenschaften in de DDR. Na de warenhuisketen Centrum was het de tweede grootste warenhuisketen van het land.

## Geschiedenis
ZU Konsument werd op 1 januari 1965 opgericht door het Verband deutscher Konsumgenossenschaften eG (VDK). De warenhuisketen ontstond uit grotere warenhuizen die voorheen onder de naam Konsum werden geëxploiteerd, omdat de regionale consumentencoöperaties zich meer wilden concentreren op het gebied van voeding. In 1966 waren telde de keten elf warenhuizen, waarvan er slechts vier in de huisstijl van het nieuwe bedrijf actief waren. Het vlaggenschip van de keten was het warenhuis aan de Brühl in Leipzig, dat in 1966 gerenoveerd werd en werd uitgebreid van van 8.000 naar 11.500 m² verkoopoppervlak. Het warenhuis stond bekend als de “Blankbüchse”  en was van 1947 tot 1964 eigendom was van de Konsumgenossenschaft Leipzig.
De Konsument-warenhuizen kochten 83 procent van hun goederen rechtstreeks bij fabrikanten. Vanaf 1972 introduceerde de keten 'graaitafels' naar het voorbeeld van de warenhuizen in het West-Duitsland. In 1988 exploiteerde de keten 13 warenhuizen en was net zo groot als zijn tegenhanger, de Centrum-keten van Handelsorganisation (HO).
Na 1990 richtte het Verband der Konsumgenossenschaften der DDR (VdK) en Horten AG de joint venture “Horten-Konsument” op, waarbij beide aandeelhouders elk 50 procent van de aandelen bezaten. De warenhuizen werden voortgezet door de nieuwe Horten-Konsument Warenhaus GmbH. VdK eG verkocht zijn aandeel van 50 procent aan Kaufhof nadat Kaufhof in 1994 Horten overnam. Economische redenen waren hierbij doorslaggevend, zo had aandeelhouder VdK eG geen invloed op de inkoop, maar droeg het wel bij aan het economische (verlies)resultaat. Als gevolg van de fusie van Horten met Kaufhof AG veranderden veel winkels opnieuw van naam.

## Filialen

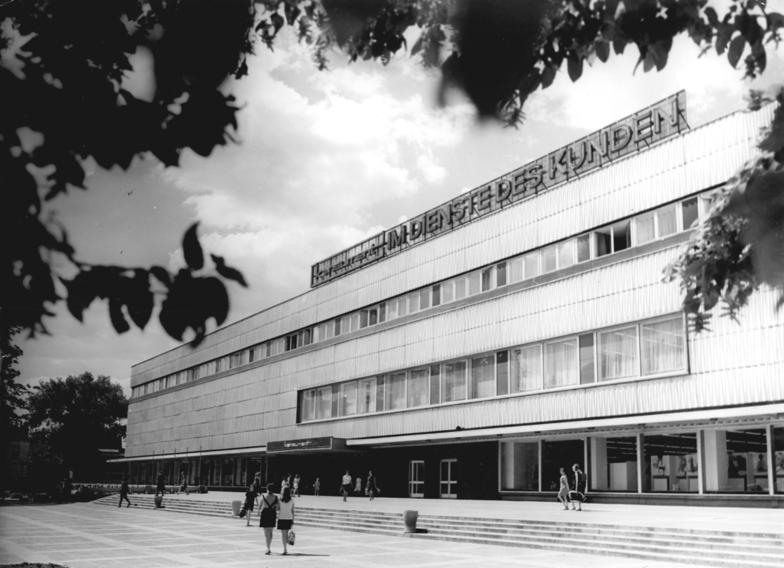
Konsument-warenhuis in Cottbus, ontwerp: Klaus Frauendorf, 1966–1968

- Berlijn, Anton-Saefkow-Platz (geopend in 1985 en in 1991 omgedoopt tot Horten)
- Cottbus, August-Bebel-Straße 2 (geopend in 1968 en in 1991 omgedoopt tot Horten)
- Dessau, Franzstrasse (in 1991 omgedoopt tot Horten)[1]
- Dresden - Löbtau, Kesselsdorfer Straße 22[2]
- Frankfurt (Oder), Karl-Marx-Straße 40 (in 1991 omgedoopt tot Horten)
- Gera, Sorge[3] (in 1991 omgedoopt tot Horten)
- Gotha, Erfurter Straße (in 1991 omgedoopt tot Horten)
- Halle (Saale), in een aantal panden aan de Markt (na de overname door Horten werden de filialen samengevoegd in een nieuwbouwpand)
- Jena, Inselplatz (was in aanbouw bij overname door Horten, die het voltooide in 1991)
- Leipzig, Richard-Wagner-Straße 20, Warenhaus am Brühl ("Blechbüchse")
- Leipzig-Lindenau, hoek Karl-Heine Strasse en Josephstrasse[4]
- Plauen, Postplatz 5–6 (in 1991 omgedoopt tot Horten)
- Potsdam, Brandenburger Straße (in 1991 omgedoopt tot Horten)
- Stralsund (in 1991 omgedoopt tot Horten)
- Zwickau, Hauptstraße 7–11 (in 1991 omgedoopt tot Horten)